# Promontorio di Cardone

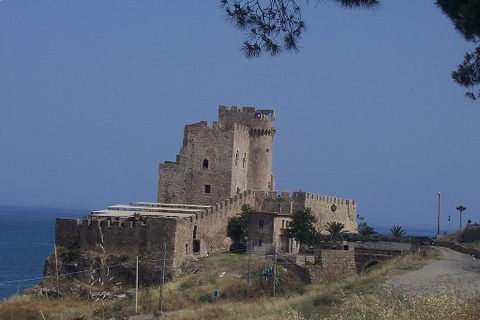
Il castello di Roseto Capo Spulico

Il promontorio di Cardone è un piccolo promontorio di Roseto Capo Spulico.
È il "confine" della piccola insenatura dove vi è la piccola frazione Marina di Roseto, nota località turistica. In posizione maestosa è arroccato nei pressi di esso il Castrum Petrae Roseti, voluto da Federico II di Svevia.
Nelle vicinanze vi sono stabilimenti balneari e il noto Scoglio Incudine o Fungo del Castello.